# Trypeta immaculata
Trypeta immaculata är en tvåvingeart som först beskrevs av Macquart 1835.  Trypeta immaculata ingår i släktet Trypeta och familjen borrflugor. Arten är reproducerande i Sverige. Inga underarter finns listade i Catalogue of Life.